# Inga balaensis
Inga balaensis är en ärtväxtart som beskrevs av Henri François Pittier. Inga balaensis ingår i släktet Inga och familjen ärtväxter. Inga underarter finns listade i Catalogue of Life.